# 張價
張價（15世紀—16世紀），號衢南，湖廣黃州府蘄州廣濟縣人，明朝政治人物。

## 生平
張價是張秀宗之子，嘉靖十九年（1540年）中舉人，與張居正友好，授浮梁教諭，改任國子監學正，因病在北京去世，張居正很是傷心，為他出資治喪，送棺木回鄉給其妻兒。張價妻子劉氏是盲人，自己恐怕因為目盲被休妻，他說：「我不娶盲妻，誰娶？」他去世後，劉氏泣血扶棺南歸。

## 引用
1. 1 2  同治《廣濟縣志·卷七·人物志》：張價，號衢南，秀宗子，嘉靖癸卯舉人，與江陵文忠公相得甚歡，署江西浮梁諭，轉國子學正，以病卒於京師，相國哭之哀，為賻斂治具，歸其櫬與孤。初價妻劉氏目盲，或恐以盲故易，價曰：「吾不妻盲，誰妻之者？」及卒，劉泣血扶櫬南歸。 同上（辛未縣志）